# Do the Bartman
A Do the Bartman, a nagy sikerű A Simpson család amerikai rajzfilmsorozat alapján készült zenei klip, melyet a Fox tv-csatorna számára készített a Klasky-Csupo stúdió a budapesti Varga Stúdió közreműködésével. A produkció elkészítése a szabott határidő miatt mindössze egy hónapot vett igénybe. Rendezője Brad Bird, 2005-ben Oscar-díjat kapott A Hihetetlen család című filmjéért.
A klip nagy sikerrel futott a zenei tv-csatornákon, az angol slágerlistát négy hétig vezette.

## Rövid cselekmény
|  | Alább a cselekmény részletei következnek! |

Bart Simpson az iskolai ünnepélyen rendetlenkedik, ezért a tanár a hátsó sorba állítja. Bart bosszúból saját walkmanját csatlakoztatja a műsor kihangosítójára, majd lendületes táncba kezd, ami magával ragadja az osztályt, a nézőket, az utcát, az egész várost.